# (27387) Chhabra
(27387) Chhabra est un astéroïde de la ceinture principale d'astéroïdes.

## Description
(27387) Chhabra est un astéroïde de la ceinture principale d'astéroïdes. Il fut découvert le 8 mars 2000 à Socorro (Nouveau-Mexique) par le projet LINEAR. Il présente une orbite caractérisée par un demi-grand axe de 2,40 UA, une excentricité de 0,05 et une inclinaison de 3,9° par rapport à l'écliptique.

## Compléments